# Lutzenberg AR
| AR ist das Kürzel für den Kanton Appenzell Ausserrhoden in der Schweiz. Es wird verwendet, um Verwechslungen mit anderen Einträgen des Namens Lutzenberg zu vermeiden. |

Lutzenberg ist eine politische Gemeinde im Schweizer Kanton Appenzell Ausserrhoden.

## Geographie
Lutzenberg liegt im Appenzeller Vorderland und ist die nördlichste Gemeinde des Kantons. Die Gemeinde gliedert sich in zwei Teile. Der grössere Teil mit den Weilern Brenden, Hof und Haufen liegt an einem Nordhang oberhalb von Rheineck und Thal. Der kleinere Teil der Gemeinde mit den Weilern Tobel und Wienacht befindet sich weiter westlich, am Ausläufer des Rorschacherbergs. Die beiden Gebiete werden durch die Gemeinden Thal, Heiden und Wolfhalden getrennt.
Der tiefste Punkt der Gemeinde und zugleich der tiefste des Kantons befindet sich bei der Dorfhalde auf 430 Metern. Der höchste Punkt befindet sich auf 791 Metern oberhalb der Tan an der Strasse von Wienacht nach Grub SG. Aufgrund der relativ geringen Höhenlage und des Südhangs bei Tobel befindet sich hier auch einer der wenigen Rebberge des Kantons Appenzell Ausserrhoden – daher die Traube im Gemeindewappen von Lutzenberg.

## Geschichte
Die Höfe Brenden, Wienacht und Tobel werden bereits im 14. Jahrhundert erwähnt. Mit Ausnahme der Höfe Tobel und Wienacht, die der Herrschaft Wartensee unterstanden, gehörte das Gebiet von Lutzenberg im 13. und 14. Jahrhundert zum bischöflisch-konstanzischen Hof Thal und zur Vogtei Rheineck. Die Thaler nutzten den Kurzenberg für Holzschlag und Viehauftrieb, und sie profitierten vom Korn und vom Obst der Bauern am Berg. In den Appenzeller Kriegen von 1401 bis 1429 kam das Gebiet unter die Herrschaft der Appenzeller, die als Grenze am Steilhang von Lutzenberg eine Letzi errichteten. Zur neuen Gemeinde Kurzenberg gehörten die drei heutigen Gemeinden Heiden, Wolfhalden und Lutzenberg. Die kirchliche Einheit mit Thal blieb jedoch erhalten. Mit der Pfarrei von Thal trat Kurzenberg 1529 zur Reformation über.
Der Name Lutzenberg wurde 1634 erstmals zur Bezeichnung des östlichen Kurzenberger Gemeindebezirks verwendet. Er geht auf den Familiennamen Lutz zurück, der im Gebiet alt eingesessen ist. Im 17. Jahrhundert wuchs unter den Leuten am Kurzenberg der Unmut über den weiten Weg für den Kirchgang nach Thal. Es sollte eine eigene Kirche gebaut werden; über den richtigen Ort entbrannte jedoch ein heftiger Streit, der mehrfach zu Interventionen der Landesobrigkeit führte. Der Grosse Rat bewilligte einen Kirchenbau in Heiden, während gleichzeitig ein wohlhabender Bürger Geld für eine Kirche in Wolfhalden stiftete. In einer Art Wettrennen bauten schliesslich sowohl Heiden als auch Wolfhalden je eine Kirche, beide wurden 1652 eingeweiht. Die Menschen im Gebiet Lutzenberg aber wollten weiterhin der alten Mutterkirche in Thal treu bleiben. Lutzenberg ist bis heute die einzige Gemeinde in Appenzell Ausserrhoden ohne eigene reformierte Kirche. Aus diesem Grund fehlt der Gemeinde das zentrale Kirchdorf, sie setzt sich aus mehreren Weilern zusammen.
1658 erhielten Heiden und Wolfhalden das Recht, eigene Räte zu wählen, und wurden damit zu politischen Gemeinden. Lutzenberg gehörte noch bis 1677 zu Wolfhalden, ehe es auch selbständig wurde. Noch nutzten die drei Kurzenberger Gemeinden ihre Allmend gemeinsam. Die Trennung und die Kapitalisierung des Lutzenberger Anteils als Bürgergut erfolgten erst 1771 bis 1772. Bei der Verteilung des Allmendgebiets wurden einige Landstücke ausgelost, was zur Folge hatte, dass Wienacht-Tobel als Exklave Lutzenberg zufiel. Die Aufteilung des Thaler Kirchenguts und die Konstituierung der reformierten Kirchgemeinde Thal-Lutzenberg fand im Jahr 1809 statt. Der Gemeindeteil Wienacht-Tobel ist seit 1948 der reformierten Kirche von Buchen-Staad angeschlossen. Seit 1962 gibt es in Wienacht zudem eine katholische Kapelle. Zur Herkunft des aussergewöhnlichen Namens des Weilers Wienacht gibt es verschiedene Versionen: Ein Ort, an dem der Zehnte zur Weihnachtszeit fällig war, oder eine Ableitung vom lateinischen «Viena» (Rebberg).

### Bevölkerung
| Bevölkerungsentwicklung | Bevölkerungsentwicklung | Bevölkerungsentwicklung | Bevölkerungsentwicklung | Bevölkerungsentwicklung | Bevölkerungsentwicklung | Bevölkerungsentwicklung | Bevölkerungsentwicklung | Bevölkerungsentwicklung | Bevölkerungsentwicklung | Bevölkerungsentwicklung | Bevölkerungsentwicklung | Bevölkerungsentwicklung | Bevölkerungsentwicklung | Bevölkerungsentwicklung | Bevölkerungsentwicklung |
| ----------------------- | ----------------------- | ----------------------- | ----------------------- | ----------------------- | ----------------------- | ----------------------- | ----------------------- | ----------------------- | ----------------------- | ----------------------- | ----------------------- | ----------------------- | ----------------------- | ----------------------- | ----------------------- |
| Jahr                    | 1667                    | 1734                    | 1813                    | 1850                    | 1870                    | 1888                    | 1900                    | 1920                    | 1941                    | 1960                    | 1980                    | 2000                    | 2010                    | 2020                    | 2022                    |
| Einwohner               | 518                     | 847                     | 700                     | 908                     | 1073                    | 1212                    | 1353                    | 1259                    | 1084                    | 1172                    | 880                     | 1323                    | 1227                    | 1296                    | 1274                    |

## Politik
Rudolf Gantenbein ist der aktuelle Gemeindepräsident der Gemeinde Lutzenberg (Stand Juli 2023). Lutzenberg verfügt über einen siebenköpfigen Gemeinderat, der unter der Leitung des Gemeindepräsidenten steht. Der Rat wird für eine vierjährige Amtszeit von den Stimmbürgerinnen und Stimmbürgern im Majorzverfahren bestimmt. Der Gemeinderat ist ein politisches Organ der Exekutive und kümmert sich im Rahmen seiner Kompetenzen um die laufenden Geschäfte der Gemeinde. Es gibt auf Gemeindeebene keine begrenzte Anzahl Amtszeiten.
Aufgrund der Einwohnerzahl hat Lutzenberg im Kantonsrat in Herisau, der Legislative des Kantons, einen Sitz. Die Person wird im Majorzverfahren von den Stimmbürgerinnen und Stimmbürgern für eine Amtszeit von vier Jahren gewählt. Die Kantonsrätinnen und Kantonsräte vertreten die Interessen der Gemeinde auf kantonaler Ebene. Die aktuellen Vertretungen aller Gemeinden sind auf der Webseite des Kantonsrats verzeichnet.

## Wirtschaft

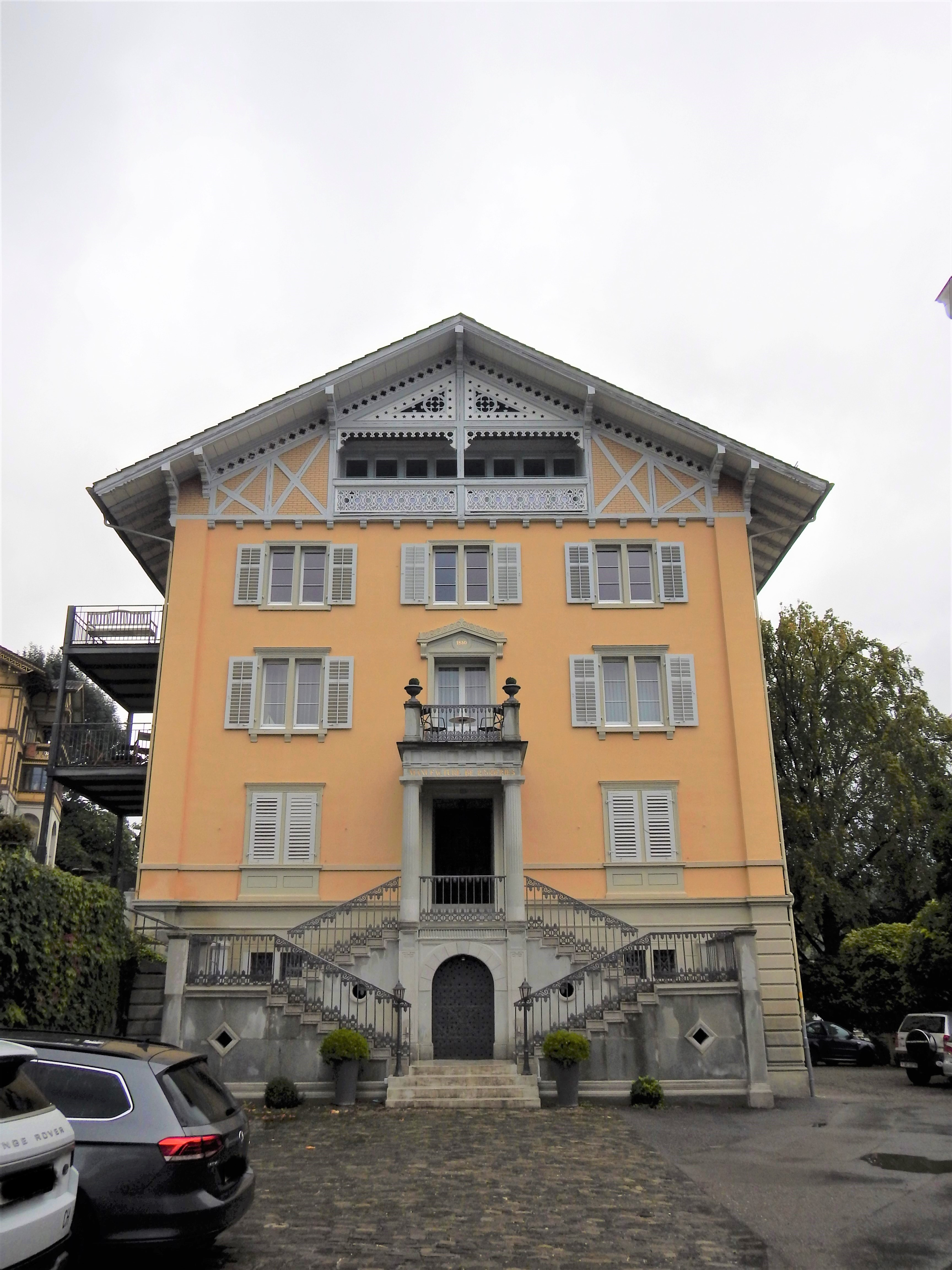
Klassizistische Fabrikantenvilla an der Dorfhalde, erbaut 1860/61 von Felix Wilhelm Kubly

Haupterwerbszweige waren von der Gemeindegründung an Viehwirtschaft, Acker-, Obst- und Weinbau. Es gab im Jahr 1834 18 Weinberge und 49 Trotten. Lutzenberg ist die einzige Appenzeller Weinbaugemeinde nach 1945.
Ein weiterer Haupterwerbszweig war das Textilgewerbe. In fast allen Bauernhäusern gab es Webkeller. An der Dorfhalde in Lutzenberg entstand ab 1827 unter dem Fabrikanten Johannes Bänziger und seinen Nachfolgern ein international tätiges Fabrikations- und Handelszentrum für Stickereien. In Weberei, Druckerei, Bleiche und Appretur wurden zu Blütezeiten 150 Personen beschäftigt. Der Reichtum fand Ausdruck in herrschaftlichen Villen, Fabriken, Ökonomiegebäuden und englischen Gärten. Den baulichen Charakter im Stil der Neurenaissance prägte vor allem der St. Galler Architekt Felix Wilhelm Kubly. Von 1881 bis 1910 gab es ausserdem eine Seidenbeuteltuchwebfabrik und von 1912 bis 1927 eine Strickmaschinennadelfabrik.
Die Sandsteinbrüche in Wienacht waren im 18. und 19. Jahrhundert von Bedeutung. Von dort wurden mehrere Kirchen im Appenzellerland (Gais, Speicher, Wald) mit «Wienacht-Blatten» beliefert.
Ab den 1870er-Jahren stieg Wienacht allmählich auch zu einem Kurort auf, zahlreiche Pensionen und Hotels wurden gebaut. Die meisten davon sind heute verschwunden. Die «Landegg» wurde umgenutzt (siehe unter öffentliche Einrichtungen). Erhalten ist auch noch das Kurhaus «Seeblick». Einst eine Ferienanlage mit Restaurant, Bungalows, Hallenbad und Therapieräumen wurde es 2021 zu einem Wohnpark mit komfortablen Studios an idyllischer Wohnlage umgebaut.
Nach dem Zweiten Weltkrieg richtete sich die Gemeinde verstärkt auf Thal, Rheineck und Rorschach aus. Sie entwickelte sich zu einer Wohngemeinde mit hohem Wegpendleranteil und geringem Arbeitsplatzangebot (Zwirnerei, Handwerksbetriebe und Gastgewerbe).

### Verkehr

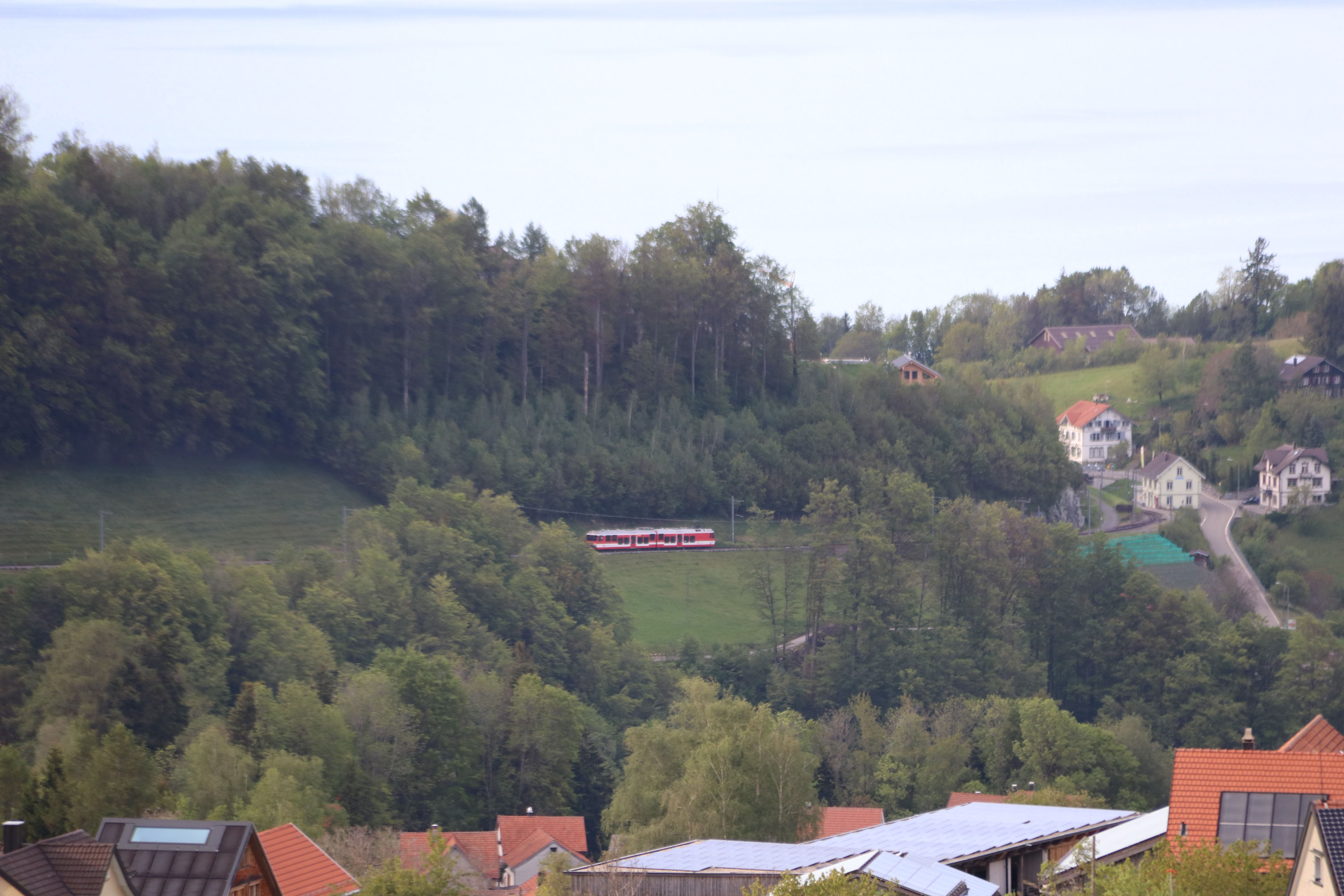
Wienacht Tobel hat eine Station an der Rorschach-Heiden-Bahn

1875 wurde die Zahnradbahn von Rorschach nach Heiden eröffnet. Mit dem Bahnhof Wienacht-Tobel profitierte Lutzenberg von einem Bahnanschluss. Erschlossen ist die Gemeinde ausserdem mit Postautolinien nach Heiden, Rheineck und Walzenhausen.

### Bildung
Kinder vom Kindergarten bis zur 6. Klasse besuchen den Unterricht im 1998 neu erstellten Schulhaus Gitzbüchel in Lutzenberg, für Kinder aus Wienacht gibt es einen Schulbus. Jeweils zwei Jahrgänge werden in einer Lerngruppe zusammen unterrichtet. Es wird eine betreute Tagesstruktur angeboten. Ab der 6. Klasse besuchen die Jugendlichen eines der Oberstufenzentren in Walzenhausen oder Thal. Lutzenberg ist der Musikschule Appenzeller Vorderland angeschlossen.
Historisch gab es Schulen in allen vier Weilern: in Haufen ab etwa 1650, in Tobel ab 1688, in Brenden ab 1723 und in Wienacht ab 1737. Nach und nach erhielten sie alle eigene Schulhäuser. 1868 wurde das zentrale Schulhaus auf Gitzbüchel gebaut. Es handelt sich um ein geschindeltes klassizistisches Gebäude, entworfen vom St. Galler Architekten Felix Wilhelm Kubly. Heute ist es das Gemeindehaus, das neue Schulhaus wurde angrenzend erbaut.

### Öffentliche Einrichtungen
1982 wurde das Lärchenheim als Rehabilitationszentrum für Drogenabhängige eröffnet. Gegründet wurde es von den Kantonen Glarus, Appenzell I.Rh., Appenzell A.Rh., Schaffhausen, St. Gallen, Graubünden, Thurgau und dem Fürstentum Liechtenstein. Angeboten wurden 35 Therapieplätze, die Behandlung wurde in der Anfangszeit nicht als medizinische, sondern als erzieherische und gesellschaftliche Aufgabe gesehen. Seit 2001 heisst die Institution Reha Lutzenberg und nimmt Suchtkranke auf. Leitgedanke der Rehabilitation ist eine Integration ins Berufsleben. Das Zentrum ermöglicht Bildungsabschlüsse und betreibt unter anderem eine Bäckerei, eine Gärtnerei und eine Werkstätte für Holz-, Metall- und Bauarbeiten. Seit 1985 führt es den Dorfladen, in den 2008 auch die Post-Agentur integriert wurde.
Seit 1850 gab es auf der Landegg an der Grenze zwischen Wienacht und Eggersriet eine Wirtschaft, 1896 wurde sie zum Hotel ausgebaut, das vornehme Gäste empfing. Mit dem Ausbruch des Ersten Weltkriegs waren die Gästezahlen rückläufig, und für die «Landegg» begann eine wechselvolle Geschichte: Nach Kriegsende nutzte die religiöse Gemeinschaft Freunde von Möttlingen das Haus als Kirche und Herberge. Ab 1947 bot der schweizerische evangelisch-landeskirchliche Verein Erholungsferien für Familien und Mütter an. 1982 erwarb die Baha'i-Stiftung die Liegenschaft, nutzte sie als Tagungs- und Kongresszentrum und bot in der Landegg-Academy englischsprachige Studiengänge an. 2004 geriet die Stiftung aber in finanzielle Schwierigkeiten, die Landegg wurde versteigert. Nach langen politischen und juristischen Auseinandersetzungen betrieben die Kantone St. Gallen und Appenzell Ausserrhoden in der Landegg ab 2010 ein Asylbewerberheim. Dieses hätte gemäss der ursprünglichen Vereinbarung 2021 geschlossen werden sollen. Inzwischen führt jedoch der Trägerverein Integrationsprojekte St. Gallen (TISG) in der Landegg ein Zentrum für unbegleitete minderjährige Asylbewerber und Flüchtlinge.

## Kultur und Freizeit
In Lutzenberg sind diverse Vereine aktiv. Der Musikverein Lutzenberg wurde 1914 gegründet und organisiert regelmässig Unterhaltungsabende. Es gibt einen Damenturnverein und eine Männerriege, einen Imkerverein und einen Kleintierzüchterverein.
Das Bädli Haufen war ursprünglich ein natürlicher Weiher, den die Feuerwehr als Wasserspeicher nutzte. Dafür wurden Anfang des 20. Jahrhunderts zwei Betonbecken angelegt. Nachdem der Wasservorrat für die Feuerwehr nicht mehr ausreichte, wurden die Becken für ein Bad umgenutzt. 2020/21 wurde das Bädli umfassend saniert. Gespeist wird es allerdings immer noch von einer Quelle.
Oberhalb von Brenden befindet sich der Aussichtspunkt Gstell, von dem man einen weiten Blick auf den Bodensee geniesst. Die Gemeinde hat dort einen öffentlichen Grillplatz eingerichtet.

## Persönlichkeiten
- Jakob Bänziger-Züst (1623–1713), Landesseckelmeister[23]
- Johannes Bänziger (1804–1840), Textilunternehmer, Industrieller
- Jakob Hartmann (1876–1956), Chemifeger Bodemaa, Kaminfeger und Volksdichter
- Reinhard Hohl-Custer (1865–1952), Textilunternehmer, Kantonsrat
- Reinhard Hohl-Tobler (1841–1930), Textilunternehmer, Gemeindepräsident, Kantonsrat, Regierungsrat
- Konrad Kellenberger (1907–1976), Feinmechaniker, Begründer der Uhrensammlung Kellenberger
- Gertrud Kurz (1890–1972), Leiterin eines Flüchtlingswerks
- Jakob Konrad Lutz (1841–1928), Unternehmer, Gemeindepräsident, Kantonsrat, Regierungsrat, Nationalrat
- Johannes Niederer (1779–1843), Pfarrer, Pädagoge, Philosoph
- Alice Scherrer-Baumann (* 1947), Politikerin
- Ferdinand Schlöth (1818–1891), Bildhauer, verbrachte ab 1874 das Sommerhalbjahr auf seinem Landsitz bei der Dorfhalde in Lutzenberg, wo er auch starb.[24]
- Gustav Tobler (1855–1921), Historiker
- Adolf Tobler (1883–1961), Sportler und Teilnehmer in den Olympischen Zwischenspielen 1906
- Johann Jakob Tobler (1830–1905), genannt Jean Tobler, Gründer der Chocolat Tobler AG in Bern[25][26]
- Johann Ulrich Tobler (1703–1787), Politiker

## Bilder

Luftbild von Walter Mittelholzer von Wienacht Tobel (1920)
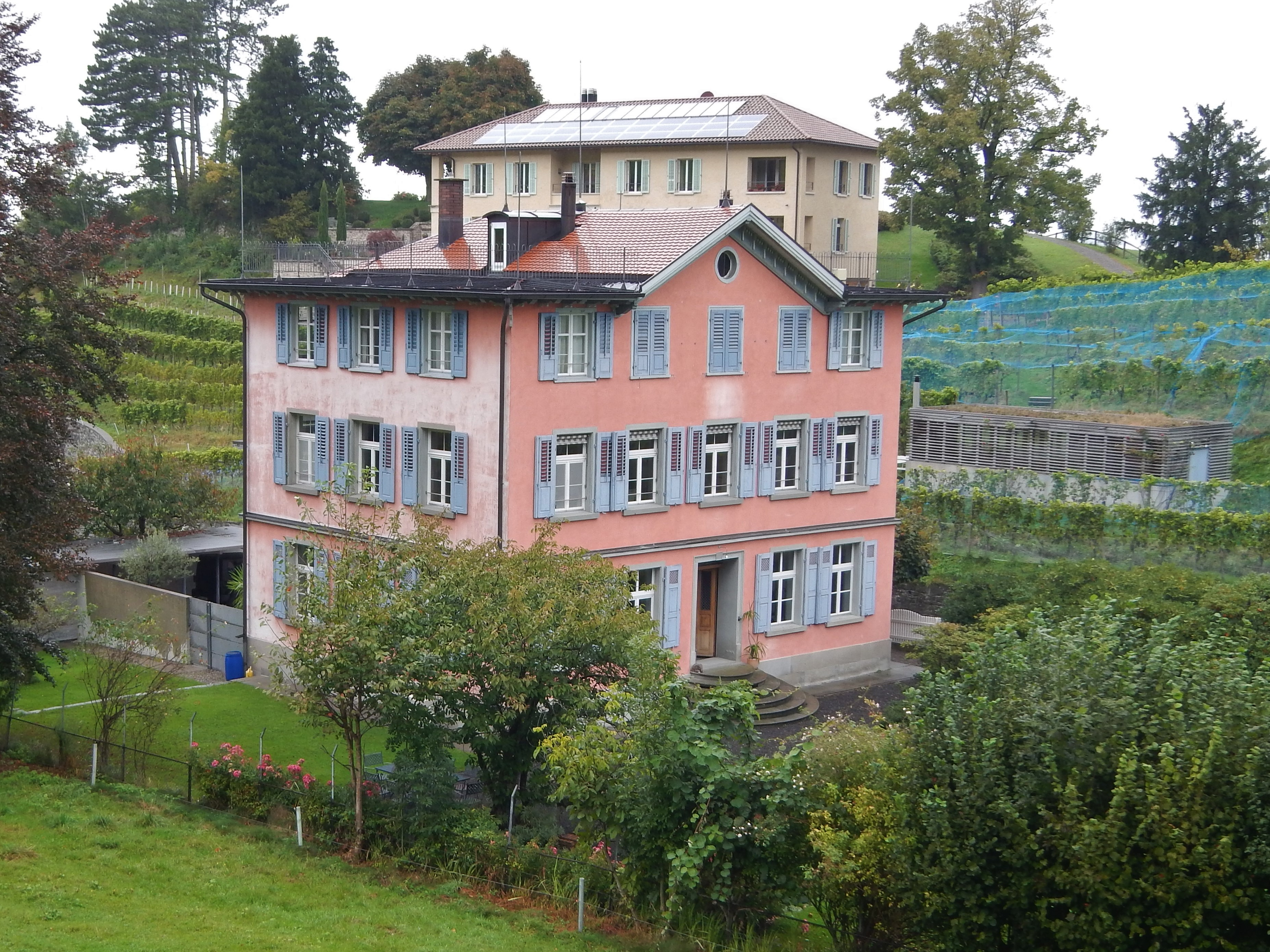
Villa Bildschachen in Haufen
Villa Streichenberg, Zeichnung von Johann Jacob Rietmann (1862)
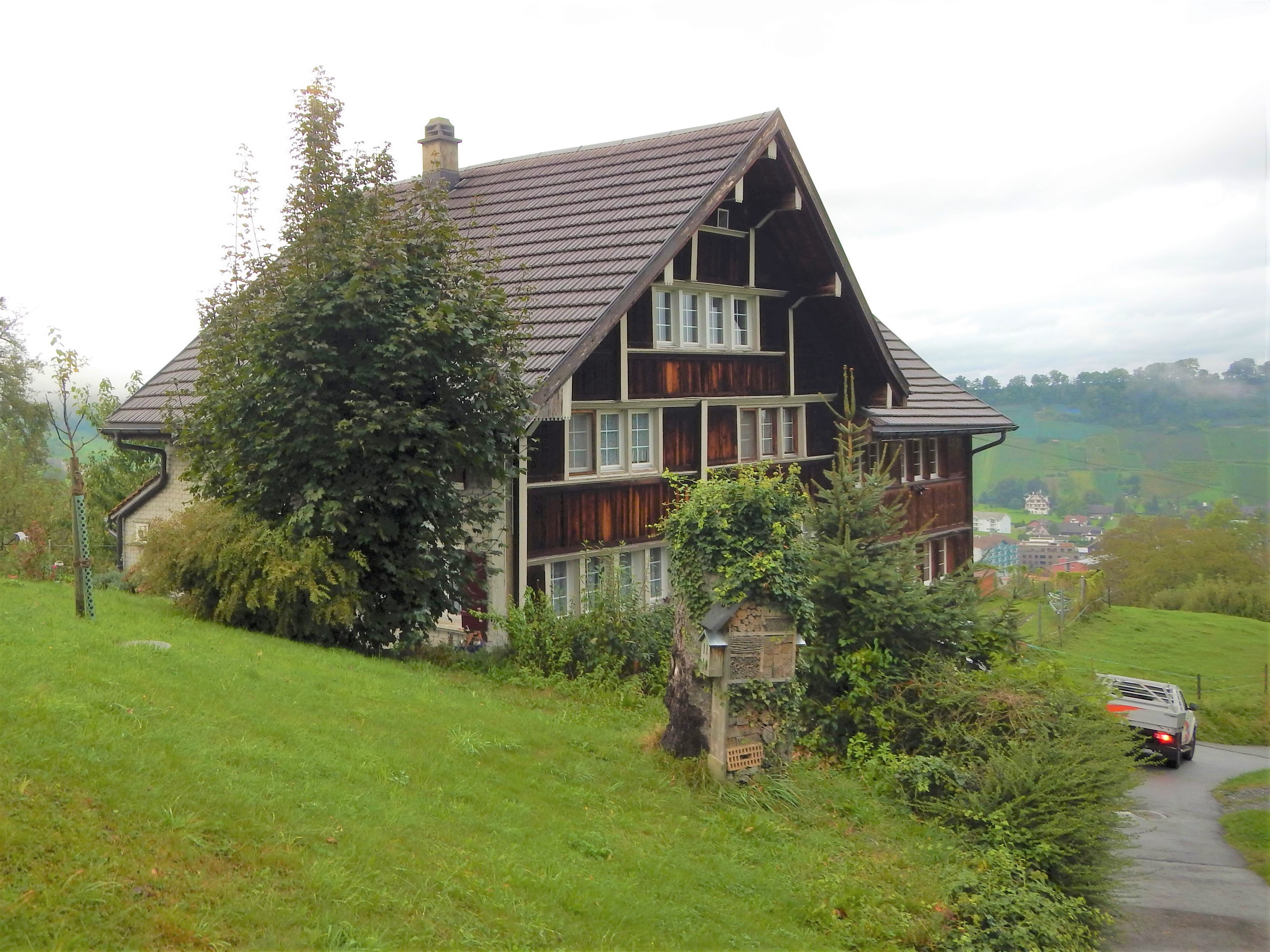
Typisches Bauernhaus in Haufen